# Schnurlostelefon

Schnurlostelefon (fiktives Design)

Ein Schnurlostelefon ist ein Festnetztelefon, das über Funk verbindungsorientiert mit einer Basisstation in räumlicher Nähe verbunden ist und so dem Teilnehmer in diesem Radius freie Bewegung während des Telefonates ermöglicht. Die Erfindung geht auf George Sweigert zurück. Schnurlostelefone werden hauptsächlich im häuslichen Bereich eingesetzt.
Schnurlostelefon entspricht dem englischen Begriff cordless telephone, abgekürzt CT. Unter dieser Bezeichnung wurden zunächst zwei standardisierte Techniken auf den Markt gebracht, CT1 und CT2. CT1 definiert ein schnurloses Telefon mit 80 analogen Duplex-Kanälen, wobei die Kanäle einen Frequenzabstand von 25 kHz haben. CT2 hat 40 Duplex-Kanäle und arbeitet mit einem digitalen Übertragungsverfahren.
CT1 und CT2 wurden inzwischen vom DECT-Standard abgelöst.

## Aufbau

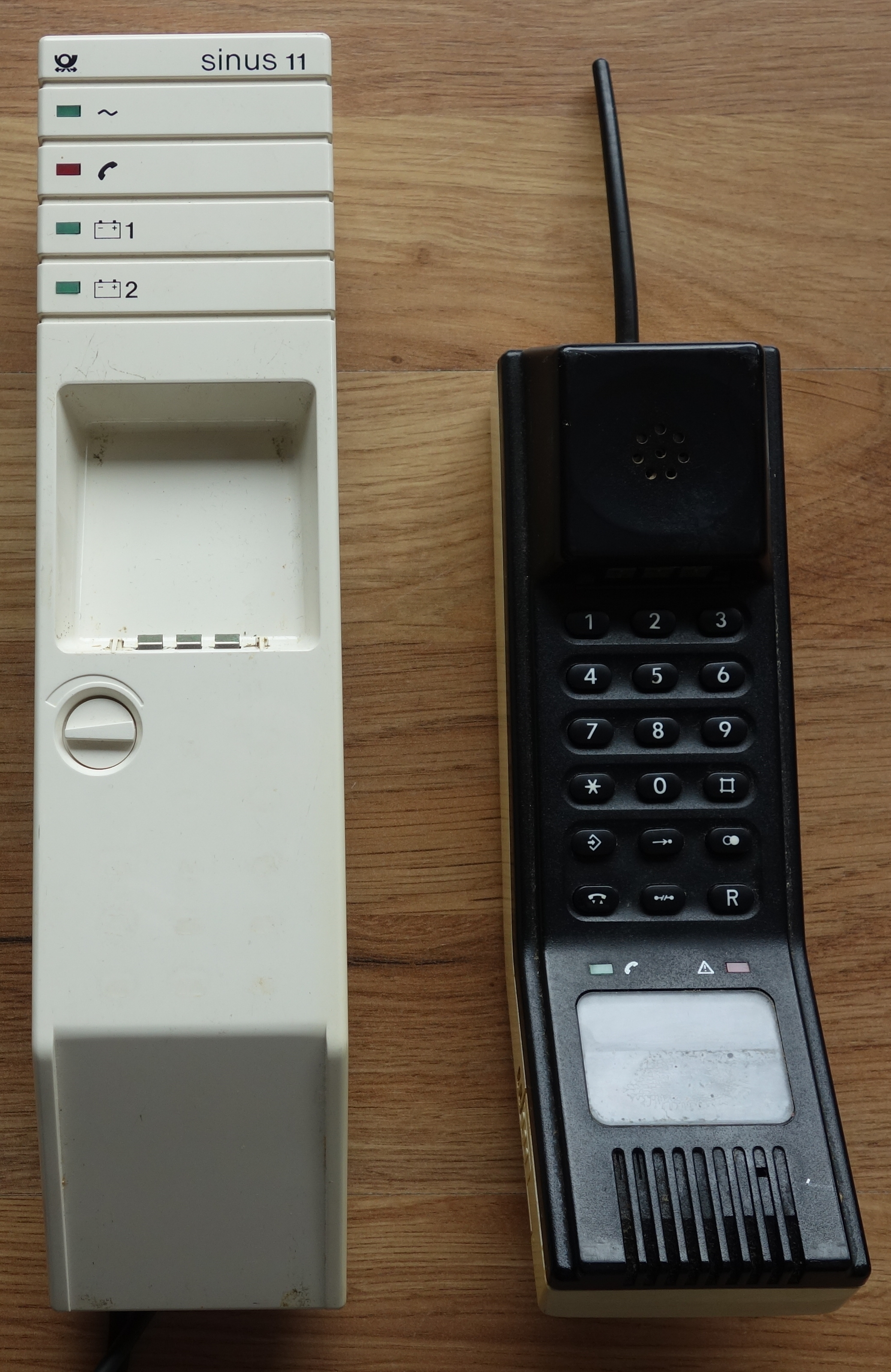
Deutsche Telekom Sinus 11 – eines der ersten Schnurlostelefone Deutschlands

Ein schnurloses Telefon besteht in der Regel aus dem Mobilteil, also dem Telefonhörer, sowie einer Basisstation, die über eine Telefondose mit dem Festnetz verbunden ist. Die Basisstation dient meist auch als Ladestation, über die der Akku des Mobilteils aufgeladen wird. Es gibt aber auch Geräte, bei denen Basisstation und Ladestation getrennt sind. Oft wird auch eine Kombination aus Mobilteil und Lader verkauft, die dann in Verbindung mit einer bereits vorhandenen Basisstation oder einem DECT-fähigen Tischtelefon betrieben werden kann. Auch Kombis aus Tisch- und Mobiltelefon plus Lader sind üblich. Zudem existieren Varianten, bei denen die Basisstation mit anderen funktionalen Geräten wie einem Anrufbeantworter, einem Radioempfänger oder einem Wecker kombiniert sind.

## Übertragungsverfahren

### CT1 bis CT3

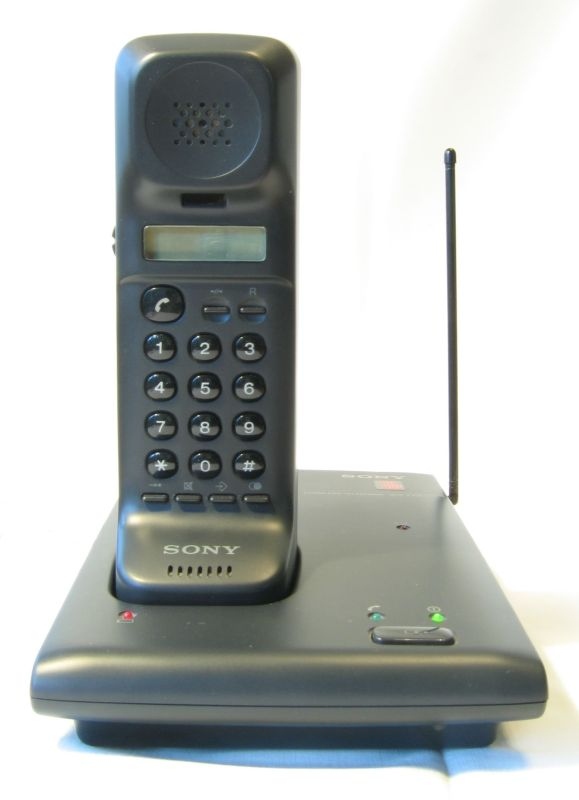
Schnurlostelefon aus dem Jahr 1991 mit Standard CT1+

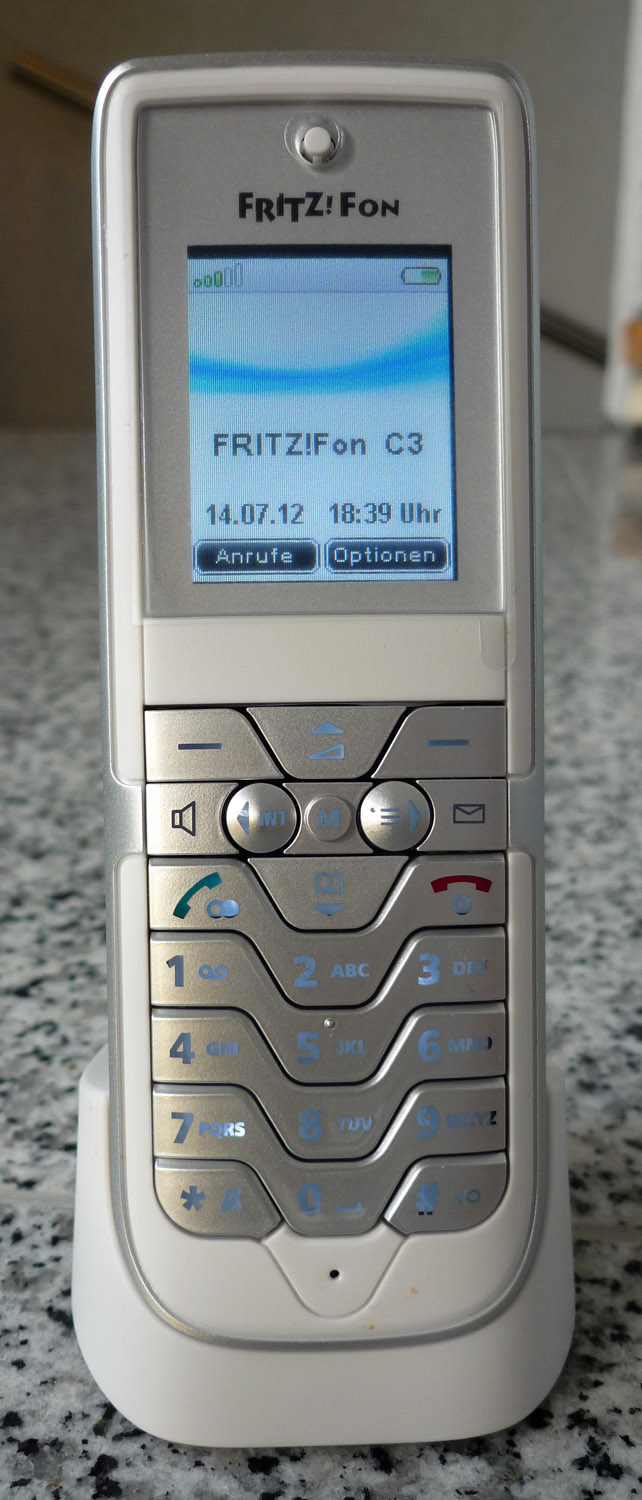
Fritz!Fon C3 DECT-Telefon mit der Fritz!Box als Basisstation

Im Jahr 1984 wurde CT1 als erster europäischer Standard dieser Art von der CEPT verabschiedet und von elf europäischen Ländern anerkannt. Das Mobilteil sendet auf 914–915 MHz (Uplink), die Basisstation auf 959–960 MHz (Downlink). Für jeden Frequenzbereich wurden jeweils 40 Kanäle im Abstand von 25 kHz definiert. Da dieser Bereich aber auch im GSM-Band liegt, konnten die GSM-Kanäle 120 bis 124 nicht verwendet werden. Am 1. Januar 1998 wurde dieser Frequenzbereich vollständig an GSM übergeben. Seit diesem Datum sind CT1-Geräte in Deutschland nicht mehr zugelassen. In Österreich endete die Betriebserlaubnis für CT1-Geräte im Jahr 2005.
In Belgien, Deutschland, Luxemburg und der Schweiz wurden weitere 80 Kanäle im Frequenzbereich 885–887 MHz (Uplink) und 930–932 MHz (Downlink) freigegeben. Diese Erweiterung wird mit CT1+ bezeichnet.
Das digitale Übertragungsverfahren CT2 wurde zuerst 1985 in Großbritannien als MPT1375 standardisiert und später von vielen anderen Ländern übernommen. Es benutzt den Frequenzbereich 864–868 MHz.
Das Übertragungsverfahren CT3 erlangte keine praktische Bedeutung, da es von DECT abgelöst wurde.
Die Allgemeinzuteilung von Frequenzen für die schnurlosen Telefonsysteme CT1+ und CT2 endete in Deutschland am 31. Dezember 2008. Seit diesem Stichtag ist der Betrieb solcher Geräte in Deutschland nicht mehr gestattet und eine Ordnungswidrigkeit, die zur Zahlung eines Bußgeldes führen kann. Anfang November 2008 hat die Bundesregierung allerdings in der Antwort auf eine entsprechende Kleine Anfrage abgeschwächt: Ein Weiterbetrieb wird auch in Deutschland geduldet, solange keine Störung durch das CT1+-Gerät erfolgt.
Die CT1- und CT1+-Frequenzbereiche werden in Deutschland heute von der Telekom bzw. von Telefónica genutzt.

### DECT
Seit 1992 ist DECT als Nachfolger des CT1- und des CT2-Verfahrens der aktuelle Standard bei schnurlosen Telefonen. Mit DECT-GAP können auch Geräte verschiedener Hersteller an derselben Basisstation genutzt werden.
DECT nutzt in Europa den Frequenzbereich 1880–1900 MHz. Da in außereuropäischen Ländern, beispielsweise den USA, für DECT-Geräte andere Frequenzbereiche verwendet werden, dürfen diese Geräte in Europa nicht benutzt werden und umgekehrt. Zum Beispiel ist der US-amerikanische DECT-Bereich (1920–1930 MHz) in Deutschland für den UMTS-Uplink von Vodafone reserviert, während der europäische DECT-Bereich im PCS-1900-Uplinkbereich liegt.

### Bluetooth
Mit dem Cordless Telephony Profile (CTP) steht ein technischer Standard für Schnurlostelefone auf Bluetooth-Basis zur Verfügung, der sich aber nicht durchsetzen konnte. In den Jahren 2003–2005 wurden lediglich einige wenige Prototypen und Endgeräte produziert (z. B. Olympia CDP-24 201).

### WLAN
Zunehmend auf dem Markt erhältlich sind schnurlose WLAN-Telefone. Diese können für IP-Telefonie benutzt werden oder an Basisstationen, wie z. B. Fritz!Boxen, als Mobilteil angeschlossen werden. Durch entsprechende Apps können auch Smartphones als WLAN-Mobilteile benutzt werden.